# 八木あかね
八木 あかね（やぎ あかね、1974年1月14日 - ）は、大阪府堺市南区新檜尾台出身のサッカー及びフットサルの審判員（元プロフェッショナルレフェリー、元国際審判員）。新潟県サッカー協会審判委員会強化部長。

## 来歴
堺市立赤坂台中学校、府立泉北高校卒業。サッカー審判員の道を志し、2000年にサッカー1級審判員資格を、2002年にフットサル1級審判員の資格を取得。翌年から日本プロサッカーリーグ（Jリーグ）の副審として活動している。また、日本フットサルリーグ（Fリーグ）でも開幕年の2007年から審判員を務めていた が、現在は担当審判を外れている。
2006年から2年間、フットサルの国際審判員として活動の後、2009年からはサッカーの国際審判員（副審）として登録されており、東アジアサッカー選手権2010の韓国対香港戦で副審を務めている。FIFAクラブワールドカップ2015にも佐藤隆治と共に審判員として派遣されている。2019年限りで国際審判員、プロフェッショナルレフェリーから外れた（Jリーグの副審登録は残っている）。
2014年4月に日本サッカー協会 (JFA) とプロフェッショナルレフェリー契約を締結した。2018年4月11日に行われた明治安田生命J1リーグ 第7節・FC東京vs鹿島アントラーズ（味の素スタジアム）の試合で、10人目となるJ1通算200試合担当を達成した。
2024年5月、突如としてJリーグ担当審判員リスト及び1級審判員リスト、さらにフットサル1級審判員リストから名前が削除され事実上の引退となった。

## エピソード
- 名前から女性と思われがちだが、れっきとした男性である。現在でも女性と勘違いするファンがいまだ絶えないという[7]。ちなみに、女性のJリーグ担当審判は2021年に担当する山下良美まで存在しなかった。

## 決勝担当
| 開催年月日     | 大会                                      | 対戦カード       | 対戦カード       | 結果 | 会場                       | 担当 |
| -------------- | ----------------------------------------- | ---------------- | ---------------- | ---- | -------------------------- | ---- |
| 2008年1月14日  | 第87回全国高等学校サッカー選手権大会      | 藤枝東           | 流経大柏         | 0-4  | 国立競技場                 | 副審 |
| 2009年1月12日  | 第88回全国高等学校サッカー選手権大会      | 鹿児島城西       | 広島皆実         | 2-3  | 国立競技場                 | 副審 |
| 2011年1月1日   | 第90回天皇杯全日本サッカー選手権大会      | 鹿島アントラーズ | 清水エスパルス   | 2-1  | 国立競技場                 | 副審 |
| 2012年3月3日   | FUJI XEROX SUPER CUP2012                  | 柏レイソル       | FC東京           | 2-1  | 国立競技場                 | 副審 |
| 2013年1月1日   | 第92回天皇杯全日本サッカー選手権大会      | ガンバ大阪       | 柏レイソル       | 0-1  | 国立競技場                 | 副審 |
| 2015年10月31日 | 2015 Jリーグヤマザキナビスコカップ        | 鹿島アントラーズ | ガンバ大阪       | 3-0  | 埼玉スタジアム2002         | 副審 |
| 2017年1月1日   | 第96回天皇杯全日本サッカー選手権大会      | 鹿島アントラーズ | 川崎フロンターレ | 2-1  | 市立吹田サッカースタジアム | 副審 |
| 2018年12月9日  | 天皇杯 JFA 第98回全日本サッカー選手権大会 | 浦和レッズ       | ベガルタ仙台     | 1-0  | 埼玉スタジアム2002         | 副審 |
| 2019年12月14日 | 2019 J1参入プレーオフ                     | 湘南ベルマーレ   | 徳島ヴォルティス | 1-1  | Shonan BMW スタジアム平塚  | 副審 |
| 2020年1月1日   | 天皇杯 JFA 第99回全日本サッカー選手権大会 | ヴィッセル神戸   | 鹿島アントラーズ | 2-0  | 国立競技場                 | AVAR |